# Жорж Буланже
Жорж Буланже — (фр. Georges Ernest Jean Marie Boulanger; 29 квітня 1837, Ренн — 30 вересня 1891, Брюссель) — французький генерал, політичний діяч і вождь реваншистсько-антиреспубліканського руху, відомого як буланжизм.
Закінчив Нантский ліцей, в 1855 році вступив до військової школи Сен-Сір, в 1856 році був проведений в підпоручики.
Брав участь в кампанії в Кабілії, в 1859 — в Італійській війні, де важке поранення в груди при Робеккетто-кон-Індуно принесло йому офіцерський хрест Почесного легіону. У 1861 році вирушив до Індокитаю. У 1866 році став капітаном-інструктором в Спеціальному військовому училищі Сен-Сіра. До початку Війни 1870 року був вже командиром батальйону, і жив в Шато д'Іссі. Втретє він був поранений кулею в плече в битві при Шампіньї під час оборони Парижа 2 грудня 1870 року.